# Cantó de Conliège
El cantó de Conliège és un cantó francès del departament del Jura, situat al districte de Lons-le-Saunier. Té 17 municipis i el cap és Conliège.

## Municipis
- Blye
- Briod
- Châtillon
- Conliège
- Courbette
- Crançot
- Mirebel
- Montaigu
- Nogna
- Pannessières
- Perrigny
- Poids-de-Fiole
- Publy
- Revigny
- Saint-Maur
- Verges
- Vevy

## Història
| Data d'elecció                           | Identitat            | Partit               | Qualitat |
| ---------------------------------------- | -------------------- | -------------------- | -------- |
| 1951-1964                                | Louis Nachon         | radical, després RGR |          |
| 1964-1970                                | M. Gasne             | CD                   |          |
| 1970-1976                                | M. Barraux           | RI                   |          |
| 1976-1982                                | M. Colin             | PS                   |          |
| 1982-198.                                | M. Barthélemy        | UDF                  |          |
| 198.-1994                                | Christian Winkelmann | RPR                  |          |
| 1994-2006                                | Alain Brune          | PS                   |          |
| 2006-2008                                | Etienne Garnier      | Divers gauche        |          |
| 2008-                                    | Dominique Chalumeaux | UMP                  |          |
| les dades anteriors no són pas conegudes |                      |                      |          |
|                                          |                      |                      |          |